# Scheibe
Eine Scheibe ist ein geometrischer Körper in Form eines Zylinders, dessen Radius (r) um ein Vielfaches größer ist als seine Dicke (z). Ist die Dicke gleich Null, erhält man ein zweidimensionales Element, das Kreisscheibe oder Kreisfläche genannt wird.
Über diese mathematisch strenge Definition hinaus erstreckt sich der Begriff auf eine Vielfalt flacher Gegenstände, wobei er sich mit dem der Platte überschneidet.

## In Technik und Bauwesen
In der Technik werden häufig Scheiben mit konzentrischer, hohlzylindrischer Ausnehmung oder einer entsprechenden Bohrung verwendet (Unterlegscheibe). Scheiben, deren Rand in Relation zur mittigen Ausnehmung um ein Vielfaches dünner ist, werden gemeinhin als Ring bezeichnet. Die Abgrenzungen zwischen Zylinder, Scheibe, Platte, Ring und ähnlichen Begriffen ist nicht exakt definiert und in vielen Fällen vom Kontext abhängig.
Insbesondere gibt es in diesem Bereich:

### Konkret
- Bremsscheibe – abriebfeste Scheibe einer Bremse (Scheibenbremse)
- Distanzscheibe – allgemeine Form der genormten Passscheibe
- Glasscheibe und Fensterscheibe – durchsichtiges Material aus organischem oder Mineralglas; davon abgeleitete Sichtfenster von nicht näher bestimmter Form:
  - Mattscheiben für optische Darstellungszwecke
  - Trennscheibe (JVA) – ein Sicherheitsfenster (Justizvollzug oder Bank-Schalter)
- Lochscheibe – Scheibe mit mindestens einer achsparallelen Bohrung
- Passscheibe – Scheibe definierter Dicke im Maschinenbau, wird benötigt, um Fertigungstoleranzen auszugleichen, zum Beispiel, um Wellen und Lager spielfrei zu bekommen.
- Siliziumscheibe (Wafer)
- Trennscheibe, Schleifscheibe – zum Schleifen oder Trennen von Materialien
- Unterlegscheibe (Beilagscheibe) – zur Druckverteilung an einer Schraube oder Mutter

### Abstrakt
- In der Technischen Mechanik wird ein ebenes Flächentragwerk als Scheibe bezeichnet, wenn es ausschließlich durch Kräfte in seiner Ebene belastet wird, siehe Scheibe (Technische Mechanik). Hiermit befasst sich die Scheibentheorie.

### Nach scheibenförmigem Kernbestandteil benannt
- Scheibenlaser – Festkörperlaser mit scheibenförmigem Aktivem Medium
- Scheibentrimmer – variabler Kondensator, bestehend aus einer verdrehbaren Keramikscheibe
- Scheibenkondensator – Kondensator aus einem scheibenförmigen Dielektrikum
- Scheibentriode – Elektronenröhre mit scheibenförmigem Elektrodenaufbau
- Jecklin-Scheibe – eine zweikanalige Mikrofonanordnung mit einer Scheibe als Trennkörper.

## Außerhalb der Technik
- allgemein ein abgeschnittenes flaches Stück von einem Material, beispielsweise geschnittene Lebensmittel (Brot-, Wurst-, Käsescheiben etc.)
- Akkretionsscheibe und Protoplanetare Scheibe – Astronomische Objekte
- Bandscheibe – Knorpelscheibe zwischen den Wirbeln der Wirbelsäule
- Diskusscheibe – Sportgerät, von lateinisch discus ‚Scheibe‘
- Erdscheibe – die frühe Vorstellung, die Erde sei eine Scheibe
- Scheibe – als (umgangssprachliche) Bezeichnung für Schallplatten und Musik-CDs

Umgangssprachlich ist Scheibe bzw. Scheibenkleister oder auch Scheibenhonig ein Ausweichwort für den meistgebrauchten deutschen Fluch.